# 谢日甫江·阿不都拉
谢日甫江·阿不都拉（1912年—2011年3月），尊称谢日甫江·阿不都拉大毛拉阿吉，男，维吾尔族，新疆托克逊县人，新疆伊斯兰教长老，曾任乌鲁木齐市洋行清真寺伊玛目。

## 生平

### 喀什求学
1912年，谢日甫江·阿不都拉生于新疆托克逊县一个伊斯兰教气氛很浓的书香门第，其祖上数代均为托克逊知名的大毛拉，他爷爷、外公、父亲，均曾在今乌兹别克斯坦布哈拉学习伊斯兰教经学，谢日甫江·阿不都拉十多岁便被送往喀什皇家经学院学习。
喀什曾有12所经学院，例如皇家经学院、萨克耶经学院、土库勒玛经学院等等。每所经学院（经堂学校）均有四、五百位学生。而其中规模最大的是皇家经学院，学生达到约一千名。所以当时喀什各经学院总共有三、四千位学生。据谢日甫江·阿不都拉当时的一位同班同学即同宿舍伙伴说，当时谢日甫江·阿不都拉学习勤奋，尊敬老师和同学，热情帮助落后的同学复习。
当时，经堂学校拥有少量土地，外加私人募捐，经济上可自给自足，包括谢日甫江·阿不都拉在内的学生都要到经堂学校的土地上务农，以当作学费。

### 痛失亲人
1931年，新疆哈密小堡发生农民暴动，起因是自称金树仁亲戚的一名汉族军官张国琥强娶小堡的一名维吾尔族少女。村民愤而反抗，将来小堡抢亲的32名官兵全部杀死，演变成反抗金树仁统治的轰轰烈烈的哈密暴动，和加尼牙孜为暴动领袖。
暴动发生后，金树仁命令军队在哈密大肆屠杀。在暴动发生后一至两年内，斗争集中在哈密，金树仁的军队前来镇压暴动，后来冲突扩大到吐鲁番、托克逊地区，双方在托克逊进行战争期间，金树仁的军队在一天时间内将谢日甫江·阿不都拉的父亲、爷爷以及两个叔叔全部枪毙。他的爷爷是当地的伊玛目，也是宗教法官，金树仁的军队便无端指责他的爷爷身为宗教法官，为何未能控制当地民众的暴动。随后就将他的爷爷和父亲枪毙。当时，金树仁的军队还让谢日甫江·阿不都拉站起来，然后坐下，最后决定不枪毙他。当时他已十六、十七岁。
一天内失去四位亲人的谢日甫江·阿不都拉作为家中长子，不得不终止学业，留在家中照顾母亲及弟妹。1932年，在参加了最后一次考试后，谢日甫江·阿不都拉离开喀什的皇家经学院。

### 投身宗教
1932年，自喀什皇家经学院办理毕业手续之后，20岁的谢日甫江·阿不都拉回到托克逊的家中。当时他的宗教修为已经较为深厚，被指派到当地的经堂学校当教师。25岁时，经堂学校让他为100余名学生讲课，这批学生均具备一定的《古兰经》和《经註》的基本知识。1947年，他成为大毛拉，是当时托克逊县最年轻的大毛拉。
1949年，包尔汉、陶峙岳通电宣布和平起义，新疆和平解放。当时，谢日甫江·阿不都拉随其他宗教人士赴吐鲁番参加了迎接中国人民解放军进入新疆的仪式。随后，托克逊与新疆维吾尔自治区各地一样开展了选举，减少赋税，土地改革，谢日甫江·阿不都拉等宗教人士参加了这些活动，谢日甫江·阿不都拉出任托克逊县政协主席，后来在人民公社当了组长，人民公社当时共有七名委员（包括公社主任在内），谢日甫江·阿不都拉是其中一名委员。
1953年5月11日，中国伊斯兰教协会在北京成立。此后谢日甫江·阿不都拉开始参与筹备成立新疆维吾尔自治区伊斯兰教协会的工作。谢日甫江·阿不都拉等人负责指派清真寺管委会主任、伊玛目，监督审查清真寺的财产，处理清真寺管委会主任和伊玛目之间的纠纷，以及涉及清真寺的经济纠纷，群众中涉及宗教的纠纷有时也由新疆伊斯兰教协会出面处理。

### 文革岁月
1966年文化大革命爆发后，和中国其他省份一样，新疆维吾尔自治区也深深卷入大规模政治运动中，知识分子受到迫害，宗教信仰成为被消灭对象。谢日甫江·阿不都拉说：“‘四人帮’别有用心，把文化大革命的性质改变了，压迫人民，也破坏了宗教事务和宗教场所，把好多清真寺破坏了，有些清真寺改成了别的场所，有的被烧掉了。”清真寺绝大多数遭到关闭、占用、毁坏，谢日甫江·阿不都拉被下放到农场接受劳动改造。
为贯彻毛主席“牛宰了干什么，可以耕田嘛”的最高指示，在新疆维吾尔自治区，宰牛必须凭宰牛证，私自宰牛会遭到批斗。这造成习惯食用牛肉、羊肉的穆斯林很多都难有牛肉吃，十分饥饿。谢日甫江·阿不都拉回忆说：“肚子饿的人去毛主席的塑像前面，毛主席把手就这么举着站着，他们就问主席，主席我求您，我家有一头牛，我可不可以宰它，毛主席手这么举着，他们就说毛主席允许了，就回家宰牛宰羊，人民群众通过这种办法愚弄红卫兵，宰了不少牛羊。”

### 恢复发展
文化大革命结束后，新疆的伊斯兰教复苏，遭到拆毁的清真寺逐渐恢复重建，教民也逐渐回到清真寺做礼拜。自那时起，谢日甫江·阿不都拉为自己立下原则，若穷人家有婚丧嫁娶，请他去念经，他绝对不收钱。
1983年，人民政府出资开办了新疆伊斯兰经学院，专为新疆各地的清真寺培养中高级宗教人士。学识渊博的谢日甫江·阿不都拉常应邀到该经学院授课，深受学生喜爱。在同一时期，新疆维吾尔自治区伊斯兰教协会恢复成立，宗教人士组成协会的领导班子，宗教活动场所纷纷恢复，合法的宗教活动获得允许，包括新疆伊斯兰教经学院在内的宗教院校纷纷设立，新疆各地也设立了规模不等的宗教培训机构。
曾赴麦加朝觐的穆斯林被尊称为“阿吉”。1949年新疆和平解放之后，直到1980年代末，由于中华人民共和国未同沙特阿拉伯建立外交关系，所以中国穆斯林赴麦加朝觐不大容易。谢日甫江·阿不都拉一直向往去麦加朝觐。1984年，国家宗教局和中国伊斯兰教协会共同组织的赴麦加朝觐团，72岁的谢日甫江·阿不都拉成为团员，随团赴麦加履行了朝觐的各种仪式，包括围绕天房转七圈，在萨法山、马尔瓦山这两座山间奔走，随后赴米娜山、木子大力发，翌日赴阿拉法特山。这是谢日甫江·阿不都拉第一次也是唯一一次赴麦加朝觐。
改革开放后，谢日甫江·阿不都拉曾先后去过尼日利亚、法国、沙特阿拉伯等国家，开展宗教学习与交流活动。

### 出任伊玛目
谢日甫江·阿不都拉从1980年代开始在乌鲁木齐市洋行清真寺当伊玛目。1990年代，该寺已显得十分破旧。谢日甫江·阿不都拉作为该寺伊玛目，开始筹备重修该寺。他首先向当地政府申请重修，并由当地政府向中央政府进行的报告。此后，1994年，82岁的谢日甫江·阿不都拉又率领几位助手亲赴北京，向中央政府申请维修资金。政府为该寺下拨200万元人民币，谢日甫江·阿不都拉又在社会上募捐获得300万元人民币，这些资金全部用于该寺的重修。谢日甫江·阿不都拉本人虽然生活并不富裕，但也带头捐出了两万元人民币（其中自己捐一万元人民币，代表妻子捐一万元人民币）。
获得重修资金之后，重修扩建工程开始进行。该寺此次是重新建造并扩大了规模。谢日甫江·阿不都拉发挥自己的建筑才能，仿照喀什艾提尕尔清真寺的传统装饰风格，亲自设计完成了寺内装饰及外观结构，室内装修花了一年半。重修扩建过程中，谢日甫江·阿不都拉无论风雨，每日都来该寺的工地查看进展情况，直至工程完工。重建的建筑为现代化建筑，外观十分精美，内部构造精致，获得伊斯兰教内外人士的一致赞赏，成为乌鲁木齐市的新旅游景点。该寺经过此次重修，占地面积扩大至约3000平方米，可以容纳上千人同时做礼拜。每到主麻日，该寺的礼拜堂和院子内挤满做礼拜的教众。
由于宗教学识丰富，他在群众中威望甚高。在每次宗教活动中，他向穆斯林群众宣传国家的民族宗教政策，特别是宣传婚姻自由政策，以及人口、资源与发展的关系等等，收到良好效果。他说：“穆圣教导我们要和信教群众一起礼拜，我们就这么做。如果相信穆圣的话，政府鼓励人们自力更生，这个说法没错，作为穆斯林，我们要为今世生活劳动，同时也要为后世积福”。遵照维护婚姻自由的法律法规，谢日甫江·阿不都拉曾经长期不懈地协助政府有关部门解决了不同宗教信仰之间男女婚姻问题，受到各族群众称赞。
因为他德高望重，伊朗总统拉夫桑贾尼访问中国期间，曾经专门赴新疆看望他，并且赠给他十分珍贵的地毯。
2009年7月5日，乌鲁木齐市发生七五事件，洋行清真寺所在的胜利路也遭犯罪分子破坏。事发后，谢日甫江·阿不都拉第一时间发表看法，称七五事件令他十分愤怒，呼吁伊斯兰教人士坚定立场，发挥能力，引导教民正确对待此次事件，积极配合各级党委和政府恢复生产生活秩序。

### 晚年生活
谢日甫江·阿不都拉曾获乌鲁木齐市、新疆维吾尔自治区、全国的“五好”宗教人士及民族团结先进个人称号。2008年，获悉四川省汶川大地震发生后，谢日甫江·阿不都拉组织穆斯林群众为灾区祈祷并且捐款。当时他说：“这些天通过报纸、电视、广播，得知那么多人遇难，我们心情非常沉重，我希望和穆斯林群众尽我们微薄的力量帮助灾区的人们。”
晚年卸任洋行清真寺伊玛目的职务之后，谢日甫江·阿不都拉仍继续住在洋行清真寺，以便和穆斯林民众一起做礼拜。为便于他做礼拜，洋行清真寺管委会特地建了一条从他的住处通往礼拜堂的小路。因为体弱年迈，他很少外出，但仍每天坚持坐在轮椅上被推到礼拜堂。做礼拜时，由别人领，但他坚持要跪在前面，教民们非常高兴大毛拉来和他们一起做礼拜。
乌鲁木齐洋行寺管委会主任白克力·亚克甫说：“虽然他的孩子们都有很宽敞的房子，孩子也希望老人去他们家住，虽然孩子们照顾得很好，但是大毛拉只住一两天就回来，因为老人家热爱宗教，大毛拉给我们讲，跟群轴一起做拜功的惠赐是27倍，所以他自己遵守这个原则，跟集体一起做礼拜，他不离开这里。”
他晚年起居很有规律，每日均在凌晨四点多起床，做完晨礼后，必定读书两三小时，随后诵读数十页《古兰经》，晚间七、八点就寝。他的一日三餐十分简单，每顿仅吃一小碗搅碎的食物。他晚年生活的全部内容就是看书、诵经、做礼拜。谢日甫江·阿不都拉说：“在信仰方面我信真主，信真主的天仙，信下降的经典，信使者，信后世，信算盘日，这就是我们的六大信仰。我们的五个主名，念、礼、齐、课、朝，概括起来就是万物非主，唯有真主。”
2007年12月至2011年3月，他担任中国人民政治协商会议乌鲁木齐市委员会的不驻会的副主席。2011年3月逝世，享年99岁。

## 逸事
谢日甫江·阿不都拉从年轻时便留胡须，年纪大后，胡须雪白。他说，“留胡子是圣行，穆圣也有胡子。”

## 家庭
谢日甫江·阿不都拉有两位妻子，十多位子女，子女大多受过高等教育。他有一个儿子（穆合特热木·谢日甫江）和一个孙子也成为伊斯兰教职业宗教人士。他的一个儿子曾经吸毒，这令他万分痛心，他多方劝导他，并让他对着《古兰经》发誓戒毒，后来这个儿子不仅戒除毒瘾，还成为一名成功的商人。 
谢日甫江·阿不都拉的儿子穆合特热木·谢日甫江，继谢日甫江·阿不都拉之后成为洋行清真寺伊玛目，是新疆维吾尔自治区伊斯兰教协会副秘书长。
中国伊斯兰教有个不成文规定，只要有穆斯林归真，亲戚朋友均要邀亡者家属来家中吃饭，为亡者超度。这给穆斯林增加了负担，但无人敢打破这种宗教习惯。2010年，谢日甫江·阿不都拉的元配妻子逝世，数十位亲戚朋友都邀请谢日甫江·阿不都拉到自己家，但被谢日甫江·阿不都拉全部婉拒。他说，只在自己家办一次丧事便已经足够了。他以此为其他穆斯林群众树立榜样。